# Faisselle
Faisselle es un queso francés no protegido elaborado con leche cruda de vaca, cabra u oveja. El nombre proviene del molde en el que se cuela el queso: faisselle.

## Producción
El faisselle se produce tradicionalmente en el centro de Francia, pero debido a que su nombre no está protegido por ley, se puede producir en cualquier otro lugar del país. El queso producido en otros lugares utiliza leche pasteurizada para hacerlo atractivo para una base de clientes más amplia.

## Composición
El queso se elabora tradicionalmente con leche cruda de vaca, cabra u oveja, y tiene entre 500 g (17,6 oz) y 1 kg (2,2 lb) en promedio.

## Consumo
El faisselle se come a menudo como un postre sabroso servido con sal, pimienta y cebollino o chalota. También se come como postre dulce, servido con azúcar o miel. Se utiliza como ingrediente en varios platos de postre, incluidos pasteles y tartas.